# Klasični Weimar
Klasični Weimar (nemško Klassisches Weimar) je Unescov seznam svetovne dediščine, sestavljen iz 11 območij v mestu Weimar in njegovi okolici v Nemčiji. Lokacija je bila vpisana 2. decembra 1998. Vse nepremičnine pričajo o vplivu Weimarja kot kulturnega središča razsvetljenstva v 18. in začetku 19. stoletja. V Weimarju je med letoma 1772 in 1805 živelo veliko pomembnih pisateljev in filozofov, med njimi Johann Wolfgang von Goethe, Johann Gottfried Herder, Friedrich Schiller in Christoph Martin Wieland. Te osebnosti so uvedle in sodelovale v gibanju weimarskega klasicizma, arhitektura krajev po mestu pa odraža hiter kulturni razvoj klasične weimarske dobe.

## Objekti, ki so del svetovne dediščine
- Goethejeva hiša, dom Johanna Wolfganga von Goetheja, zgrajena v baročnem slogu med letoma 1707 in 1709, ter Goethejev vrt in vrtna hiša v Parku an der Ilm.
- Schillerjeva hiša, prav tako baročna hiša, zgrajena leta 1777, čeprav vključuje gospodarsko poslopje iz 16. stoletja.
- Herderjeva cerkev (cerkev sv. Petra in Pavla), Herderjeva hiša in Stara gimnazija, vsi povezani s filozofom, teologom in pesnikom Johannom Gottfriedom Herderjem (1774–1803).
- Weimarska palača in ansambel Bastille
- Vdovska palača (Wittumspalais), sestavljena iz skupine dvo- in trinadstropnih baročnih stavb
- Knjižnica vojvodinje Ane Amalije
- Park na Ilmu z Rimsko hišo
- Dvorec Belvedere in oranžerija; dvonadstropna baročna palača z oranžerijo v obliki črke U
- Dvorec Ettersburg in park; štirinadstropna zgradba, sestavljena iz treh kril in dvorišča
- Dvorec Tiefurt in park, mogočna hiša, ki je bila poletna rezidenca vojvodinje Ane Amalie Brunswick-Wolfenbüttel (1739–1807).
- Zgodovinsko pokopališče, Weimar in knežja grobnica